# Husakî, Zinkiv
Husakî (în ucraineană Гусаки) este un sat în orașul raional Zinkiv din regiunea Poltava, Ucraina.

## Demografie
Componența lingvistică a localității Husakî
     Ucraineană (94,87%)
     Rusă (5,13%)
Conform recensământului din 2001, majoritatea populației localității Husakî era vorbitoare de ucraineană (94,87%), existând în minoritate și vorbitori de rusă (5,13%).